# حدية (علم الإنسان)
الحدية أو العتبية في علم الإنسان هي نوعية الغموض أو الارتباك الذي يحدث في المرحلة الوسطى من شعائر الانتقال، عندما لا يستطيع المشاركون الاحتفاظ بوضعهم قبل الشعائر، ولم يبدؤوا بعد بالانتقال إلى الحالة التي سيكونون عليها عند اكتمال الشعائر. خلال المرحلة الحدية من الشعائر، «يقف المشاركون على العتبة» بين طريقتهم السابقة في بناء هويتهم، أو وقتهم، أو مجتمعهم، وطريقة جديدة ستنتج عن هذه الشعائر.
طُوّر مفهوم الحدية لأول مرة في أوائل القرن العشرين بواسطة عالم الفولكلور أرنولد فان جينيب، ثم تناولها فيكتور تيرنر لاحقًا. اتسع استخدام المصطلح في الآونة الأخيرة لوصف التغيير السياسي والثقافي والشعائر أيضًا. خلال الفترات الحدية، قد تُعكس التسلسلات الهرمية الاجتماعية أو تُحل مؤقتًا، وقد تصبح استمرارية التقاليد أمرًا غيد مؤكد، وقد يُشك في النتائج المستقبلية بمجرد أخذها كأمر مسلم به. يؤدي انحلال النظام خلال الفترة الحدية إلى خلق حالة سائلة ومرنة تسمح للمؤسسات والعادات الجديدة بأن تتأسس. أصبح استخدام مصطلح الحدية شائعًا، ووُسّع ليشمل التجارب الحدية المتصلة أكثر بمجتمع ما بعد التصنيع.

## شعائر الانتقال

### أرنولد فان جينيب
نشر فان جينيب، الذي صاغ مصطلح الحدية، كتابه شعائر الانتقال في عام 1909 م، وهو عمل يستكشف مفهوم الحدية ويطوره في سياق شعائر المجتمعات الصغيرة. بدأ فان جينيب كتابه عن طريق تحديد الفئات المختلفة من الشعائر. فميز بين الشعائر التي تؤدي إلى تغيير وضع فرد أو مجموعة اجتماعية ما، وتلك التي تميز التحولات بمرور الوقت. وبقيامه بذلك، فقد ركز بشكل خاص على شعائر الانتقال، وادّعى أن «هذه الشعائر التي تميز الانتقالات الفردية أو الجماعية أو تساعدها أو تحتفل بها خلال الحياة أو الطبيعة موجودةٌ في كل ثقافة، وتتشارك هيكلًا محددًا يتكون من ثلاث مراحل متعاقبة».
يتكون هذا الهيكل كما أنشأه فان جينيب من العناصر التالية:
- شعائر ما قبل الحدية (أو شعائر الانفصال): تنطوي هذه المرحلة على «الموت» المجازي، إذ يُجبر الفرد على ترك شيء ما عن طريق الانقطاع عن الممارسات والأفعال التي كان يقوم بها سابقًا.
- الشعائر الحدية (أو الشعائر الانتقالية): هناك صفتان أساسيتان لهذه الشعائر. أولًا، «يجب أن تتبع الشعائر تسلسلًا محددًا بدقة، حيث يعرف الجميع ما يجب فعله وكيفيته. ثانيًا، يجب إجراء كل شيء «تحت سلطة سيد الشعائر». تسمح الطبيعة المدمرة لهذا الشعائر بإجراء تغييرات كبيرة على هوية الفرد. هذه المرحلة المتوسطة (عندما يحدث الانتقال) «تعني المرور الفعلي عبر العتبة التي تحدد الحد الفاصل بين مرحلتين، وقد قُدّم مصطلح «الحدية» من أجل وصف هذا الانتقال».[11]
- شعائر ما بعد الحدية (أو شعائر الاندماج): خلال هذه المرحلة، يُعاد دمج الفرد في المجتمع بهوية جديدة، بصفته كائنًا «جديدًا».[9]

أكد تيرنر مصطلحاته للمراحل الثلاث للانتقال من حالة أو وضع محددين ثقافيًا إلى حالة أخرى: ما قبل الحدية، والحدية، وما بعد الحدية.
اقترح فان جينيب أيضًا إلى جانب هذا القالب الهيكلي أربع فئات من الشعائر التي تبرز باعتبارها عالمية عبر الثقافات والمجتمعات. اقترح أن هناك أربعة أنواع من الشعائر الاجتماعية للانتقال قابلة للتكرار والتعرف عليها بين العديد من المجموعات وصف الأعراق البشرية، وتشمل:
- انتقال الأشخاص من حالة إلى أخرى: وهي مراسم البدء التي يُستقدم فيها شخص غريب إلى المجموعة. يتضمن ذلك مراسم الزواج والبدء التي ينتقل فيها الشخص من كونه غريبًا عن المجموعة إلى شخص ينتمي إليها.
- الانتقال من مكان إلى آخر: مثل تغيير المنازل، والانتقال إلى مدينة جديدة، إلخ.
- الانتقال من موقف إلى آخر: بدء الجامعة، وبدء وظيفة جديدة، والتخرج من المدرسة الثانوية أو الجامعة.
- انتقال الوقت: مثل احتفالات العام الجديد وأعياد الميلاد.